# Jutta Yuki
Jutta Yuki (夕輝壽太?, Yuki Jutta; Brasile, 27 maggio 1985) è un attore giapponese.
Iniziata la sua carriera nel mondo dello spettacolo partecipando al musical tratto da Il principe del tennis ha poi svolto vari ruoli in spettacoli per la televisione e dorama.

## Filmografia

### Televisione
- Renai Neet ~Wasureta Koi no Hajimekata (TBS, 2012)
- Mioka (NTV, 2010)
- Liar Game 2 (Fuji TV, 2009)
- Ninkyo Helper (Fuji TV, 2009)
- Gokusen 3 SP (NTV, 2009)
- Mei-chan no Shitsuji (Fuji TV, 2009)
- Giragira (TV Asahi, 2008)
- Cat Street (NHK, 2008, epi 5)
- Gokusen 3 (NTV, 2008)

### Cinema
- Gokusen - Il film (2009)
- I am Nipponjin (2006)